# Rio Nhundiaquara
Der Rio Nhundiaquara ist ein etwa 35 km langer Fluss im Südosten des brasilianischen Bundesstaats Paraná.

## Etymologie und Geschichte
Der Name Nhundiaquara kommt aus dem Tupi-Guarani. Er bedeutet nhundia = Fisch oder genauer jundiá-da-lagoa = Zungarowels und quara = Höhle oder Loch.
Auf alten Karten wurde der Fluss mit dem Namen Cubatão bezeichnet. Erst im 19. Jahrhundert wurde das portugiesische Toponym in einen indigenen Namen geändert.
Der Fluss wurde schon Anfang des 17. Jahrhunderts erkundet und kartografisch erfasst. 1920 fand der paranaische Historiker Moisés Marcondes de Oliveira e Sá im Archivo da Marinha e Ultramar der Biblioteca Nacional de Portugal eine Karte der Bucht von Paranaguá vom 20. Mai 1653. Sie zeigt die wichtigsten Inseln, einige der Flüsse, sowie das Dorf Paranaguá und die Felder von Queretiba. Besonderes Interesse fanden damals die Gold- und Silbervorkommen sowie Edelsteinminen.

## Geografie

### Lage
Das Einzugsgebiet des Rio Nhundiaquara befindet sich auf der Serra do Mar und in der Küstenebene von Paraná.

### Verlauf
Sein Quellgebiet liegt im Munizip Morretes im Parque Estadual Serra da Graciosa auf 1.057 m Meereshöhe. Es liegt auf dem Kamm der Serra do Mar am Nordhang des Morro Pelado (1.252 m).
Der Fluss verläuft zunächst in südlicher Richtung. Nach etwa 5 km wendet er sich nach Osten und nimmt von rechts die Rios Ipiranga und São João und von links den Rio dos Macacos auf.
Am Rio Ipiranga ist das Wasserkraftwerk Usina Hidrelétrica Marumbi mit 9 MW Leistung installiert. In seinem Tal verläuft die Estrada de Ferro Curitiba Paranaguá.
Der Rio Nhundiaquara fließt im Munizip Morretes von Westen in die Bucht von Paranaguá. Er ist etwa 35 km lang.

### Munizipien im Einzugsgebiet
Der Rio Nhundiaquara verläuft vollständig im Munizip Morretes.